# St Vincent Land So Beautiful

Wapen van Saint Vincent en de Grenadines

"St. Vincent, Land so Beautiful" is het volkslied van Saint Vincent en de Grenadines. Het lied werd voor het eerst gebruikt in 1967, maar werd pas het volkslied bij de onafhankelijkheid in 1979.

## Tekst
| Engels origineel Saint Vincent, land so beautiful, With joyful hearts we pledge to thee. Our loyalty and love and vow to keep you ever free. Whate'er the future brings. Our faith will keep us true. May peace reign from shore to shore, And God bless and keep us too. Hairoun, our fair and blessed isle Your mountains high, so clear and green Are home to me, though I may stray A haven calm serene Our little sister islands are, Those gems, the lovely Grenadines. Upon their seas of golden sand, The sunshine ever beams. | Nederlandse vertaling Saint Vincent, land zo mooi Met vreugdevolle harten zweren wij u onze trouw en liefde en eed van eeuwige vrijheid Wat de toekomst ook brengt Ons vertrouwen zal ons waarachtig doen zijn Moge vrede regeren van kust tot kust En moge God ons zegenen en behouden Hairoun, ons mooie gezegende eiland Jouw hoge bergen, zo helder en groen Zijn mijn thuis, ook al ben ik ver weg, Een kalme serene haven Onze kleine zustereilanden zijn Die edelstenen, die liefelijke Grenadinen Op hun zeeën van gouden zand Zal de zon altijd schijnen. |